# Chionaema lunulata
Chionaema lunulata är en fjärilsart som beskrevs av Semper 1899. Chionaema lunulata ingår i släktet Chionaema och familjen björnspinnare. Inga underarter finns listade i Catalogue of Life.